# Browning Auto-5
La Browning Automatic 5, más conocida como Auto-5 o simplemente A-5, es una escopeta semiautomática operada por retroceso de masas, diseñada por John Browning. Fue la primera escopeta de carga automática exitosa y se mantuvo en producción hasta 1998. El nombre de la escopeta indica que es de carga automática con 5 cartuchos de capacidad (4 en el cargador y uno en la recámara).

## Descripción
La Browning Auto-5 fue la primera escopeta semiautomática producida en masa. Diseñada por John Browning en 1898 y patentada en 1900, estuvo en producción por al menos 100 años por varios fabricantes cuando la producción finalizó en 1998. Tiene una característica que la hace inconfundible: la altura que posee el cajón de mecanismos en su parte posterior, lo que le valió el apodo de "la jorobada". La parte superior del armazón continúa la línea del cañón hasta bajar de golpe hacia la culata. Esta característica hace que sea muy fácil identificar una A-5 a distancia. La A-5 fue producida en varios calibres, principalmente 12 y 20; modelos en calibre 16 también estaban disponibles (no se produjo entre 1976 y 1987).

## Historia

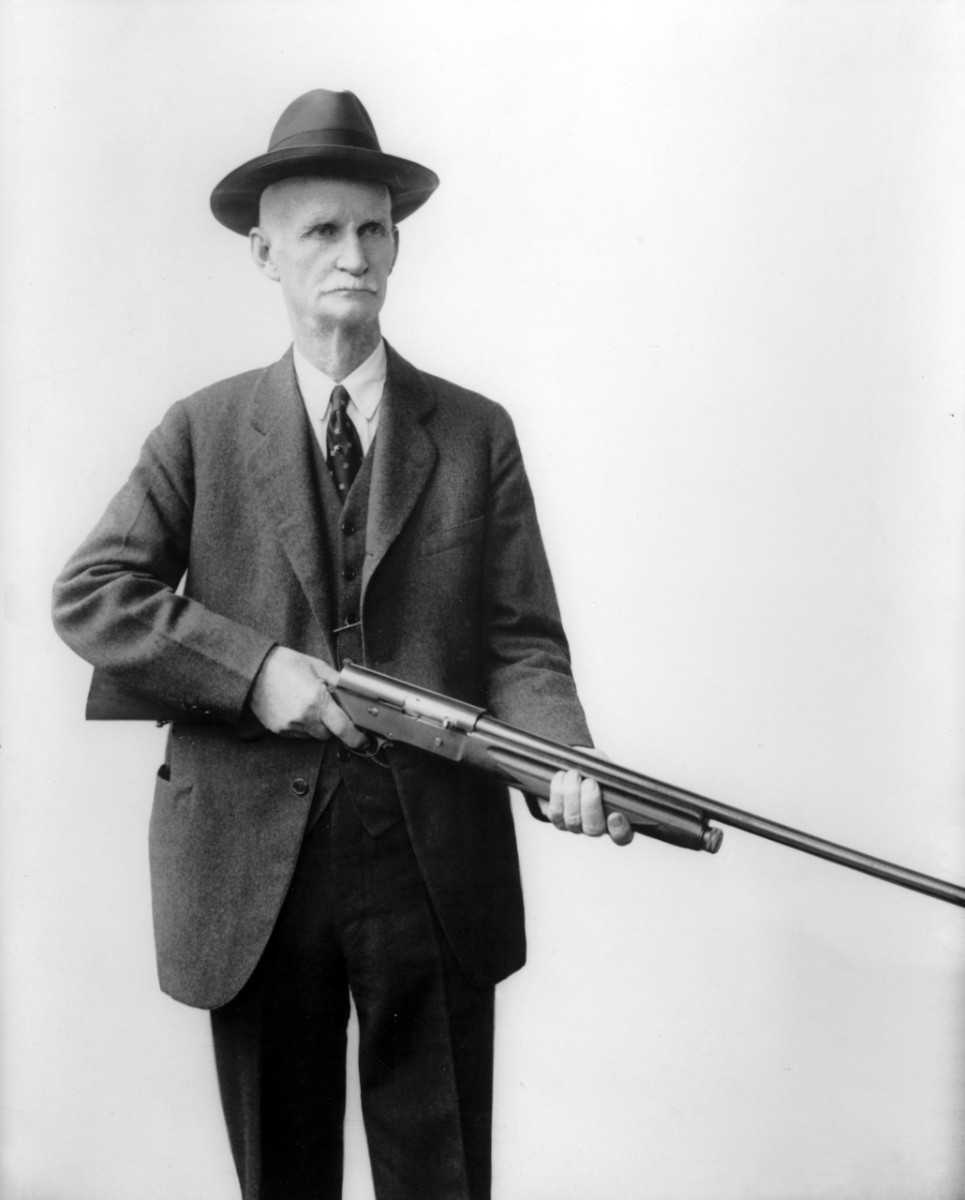
John M. Browning con su escopeta Auto-5.

John Browning presentó su diseño (el cual él llamó su mejor logro) a la Winchester, a la que había vendido muchos de sus diseños. Cuando Winchester rechazó sus condiciones, Browning fue a Remington. Trágicamente, el presidente de Remington murió de ataque al corazón mientras Browning esperaba para ofrecerle el arma. Esto forzó a Browning a mirar al otro lado del océano para producir la escopeta. Fue producida por la Fabrique Nationale d'Herstal (una compañía que ya había producido pistolas diseñadas por Browning) comenzando en 1902. Remington produciría la escopeta más adelante bajo licencia como la Remington Modelo 11 (también fue producida por bajo licencia por Savage y Franchi.). El Modelo 11 fue la primera escopeta de carga automática fabricada en Estados Unidos. La producción en Bélgica continuó hasta el inicio de la Segunda Guerra Mundial, cuando ejemplares con la marca Browning eran producidos por Remington Arms en Estados Unidos. A diferencia de la Remington Modelo 11, las escopetas producidas por Remington con la marca Browning tenían bloqueadores de depósito. Alrededor de 850 000 escopetas Remington Modelo 11 fueron fabricadas antes de finalizar la producción en 1947. En 1952, comenzó nuevamente la fabricación en FN, donde continuó hasta finalizar. Sin embargo, la mayor parte de la producción se trasladó a Japón en 1975. Finalmente, en 1998, la fabricación de la A-5 cesó excepto por unos pocos modelos conmemorativos creados por FN en 1999. Para ese entonces, se había convertido en la segunda escopeta semiautomática mejor vendida en la historia de Estados Unidos, después de la Remington 1100.

## Diseño

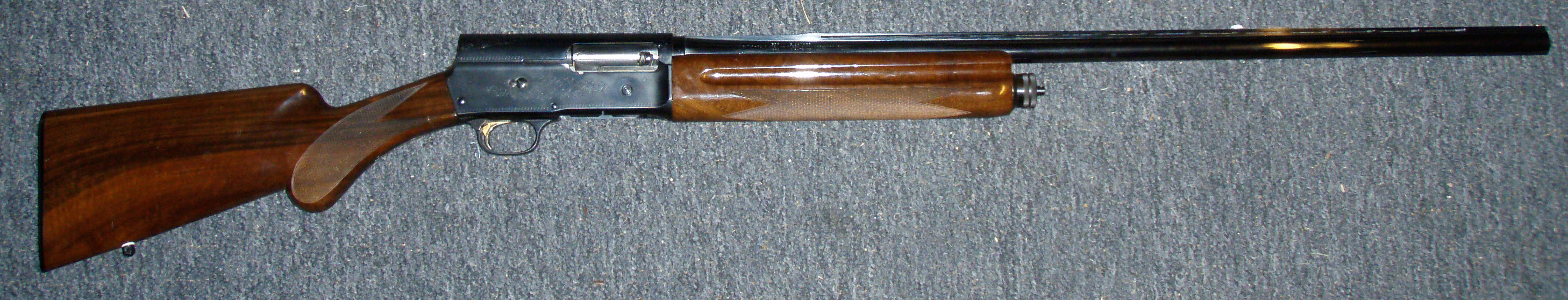
Una Browning Auto-5 de calibre 20 Magnum (hecha en Japón).

La Browning Auto-5 es una escopeta semiautomática operada por retroceso de masas con largo recorrido del caño. Los cartuchos son almacenados en un cargador tubular ubicado debajo del caño y paralelo a éste. Cuando un cartucho en la recámara es disparado, el caño y el cierre retroceden juntos una distancia mayor al largo de un cartucho, monta el martillo, extrae y eyecta la vaina servida, y alimenta un cartucho del cargador en la acción. Este fue el primer mecanismo de su tipo.

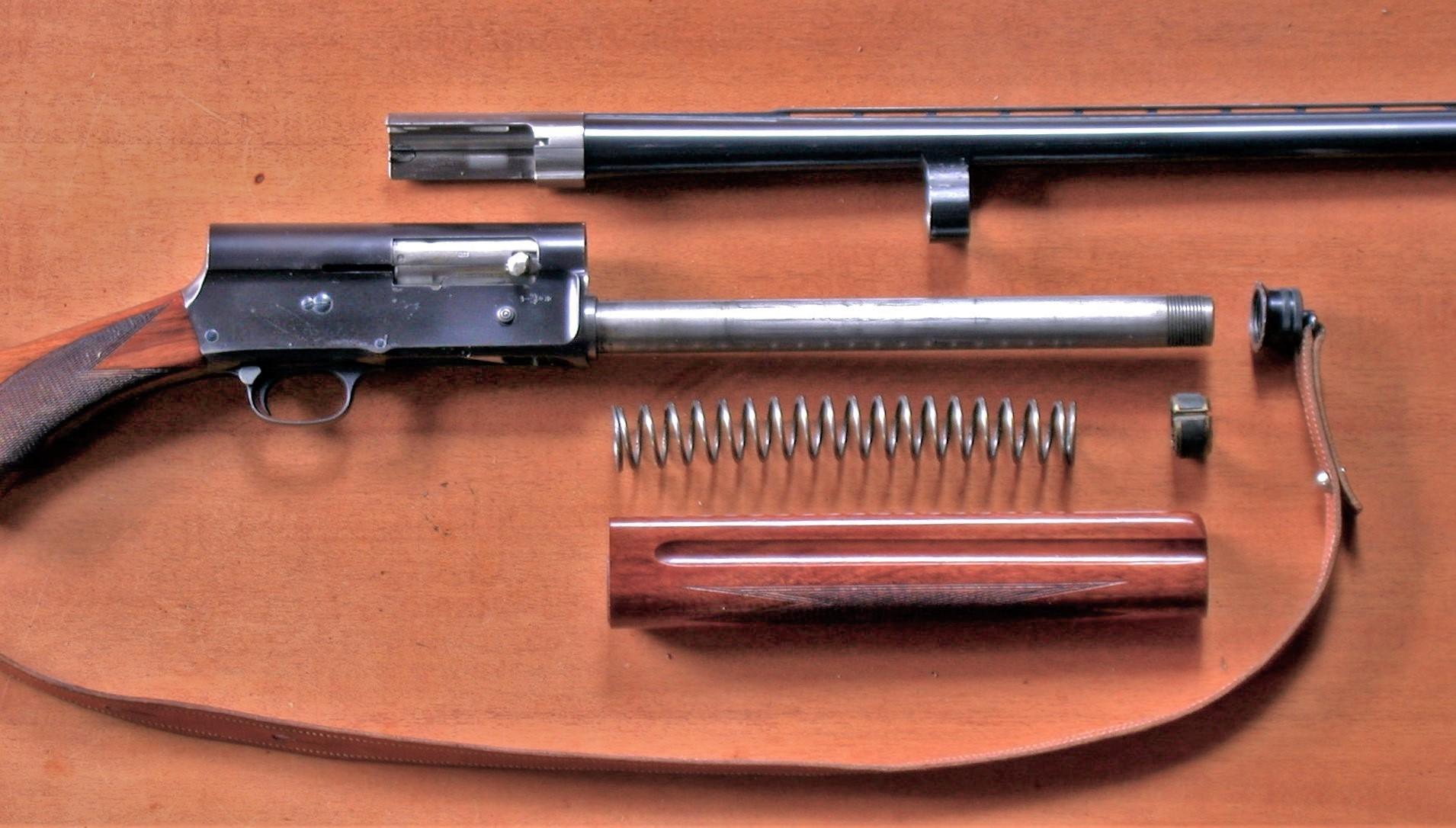
Desarme básico de la Browning Auto 5.

Para cargar el arma, los cartuchos son alimentados por debajo del cajón de mecanismos, donde son empujados dentro del cargador. Muchas A-5 tienen insertos removibles en el cargador para impedir cargar más de 3 cartuchos (dos en el cargador, más uno en la recámara) para cumplir con las leyes federales de USA sobre aves migratorias acuáticas, y con las regualciones de caza de algunos estados. Sin el inserto, la capacidad es de 5 cartuchos. Si el cierre está abierto, el primer cartucho cargado en el depósito se carga directamente en la recámara. Cuando se cierra la recámara, los restantes cartuchos se colocan en el almacén.
La A-5 tiene un sistema de anillos de fricción que controlan el retroceso. Ajustar correctamente estos anillos es vital para el buen funcionamiento de la escopeta y para asegurar una larga vida del arma, al controlar un retroceso excesivo. Los anillos de fricción se ajustan basados en el calibre y tipo de carga a disparar. Los diferentes ajustes se pueden encontrar en el manual del propietario, disponible en http://www.browning.com.